# Armada de Irak
La Armada de Irak (en árabe: القوة البحرية العراقي‎, romanizado: Al-Bahriyya al-Irāqiyya) es el componente naval de las Fuerzas Armadas Iraquíes. La Armada fue creada en 1937, actuó como una flotilla fluvial hasta 1958. A raíz de la revolución que hizo caer a la monarquía hashemita, empezó un periodo de expansión. El mayor refuerzo se produjo a finales de los años setenta bajo el régimen baazista del presidente Sadam Huseín, con la compra a la Unión Soviética de cañoneras OSA armadas con misiles Styx, y con el pedido hecho a los astilleros italianos de cuatro fragatas Tipo "Lobo" modificadas, 6 corbetas tipo "Al-Ásad", y un barco de aprovisionamiento tipo "Estrómboli". Los barcos producidos en los astilleros italianos no entraron en servicio en Irak, a raíz del embargo derivado en un primer momento por la guerra entre Irán e Irak, y posteriormente por la Guerra del Golfo. En enero de 2004 la marina fue reconstituida como una fuerza de defensa costera y recibió su actual denominación a partir del 12 de enero de 2005. En 2009, entraron en servicio cuatro patrulleras del tipo "Saettia" construidas en Italia.

## Almirantes
| Almirante | Almirante | Vicealmirante | Vicealmirante | Contraalmirante | Contraalmirante |

## Oficiales
| Comodoro | Comodoro | Capitán | Capitán | Teniente | Teniente | Alférez | Alférez |

## Suboficiales y marineros
| Sargento | Sargento | Cabo | Cabo | Marinero | Marinero |

## Flota
| Patrulleras  | Patrulleras                                                                                             | Patrulleras | Patrulleras |
| Clase        | Número de serie                                                                                         | Cantidad    | Foto        |
| ------------ | --- | ----------- | ----------- |
| Saettia MK-4 | PS-701 PS-702 PS-703 PS-704                                                                             | 4           |             |
| Al Basrah    | OSV-401 OSV-402                                                                                         | 2           |             |
| Modelo 35    | P-301, P-302, P-303, P-304, P-305, P-306, P-307, P-308, P-309, P-310, P-311, P-312, P-313, P-314, P-315 | 12          |             |
| Predator     | P-101, P-102, P-103, P-104, P-105                                                                       | 5           |             |